# Provincia di Leoncio Prado
La provincia di Leoncio Prado è una provincia del Perù, situata nella regione di Huánuco.

## Geografia antropica

### Suddivisioni amministrative
È divisa in 6 distretti:
- Daniel Alomía Robles (Daniel Alomía Robles)
- Hermilio Valdizán (Hermilio Valdizán)
- José Crespo y Castillo (Aucayacu)
- Luyando (Luyando)
- Mariano Dámaso Beraun (Las Palmas)
- Rupa-Rupa (Tingo María)